# Chiesa di San Pietro (Savignone)
La chiesa di San Pietro è un luogo di culto cattolico situato nel comune di Savignone, in piazza della Chiesa, nella città metropolitana di Genova. La chiesa è sede della parrocchia omonima del vicariato del Genovesato della diocesi di Tortona.

## Storia e descrizione

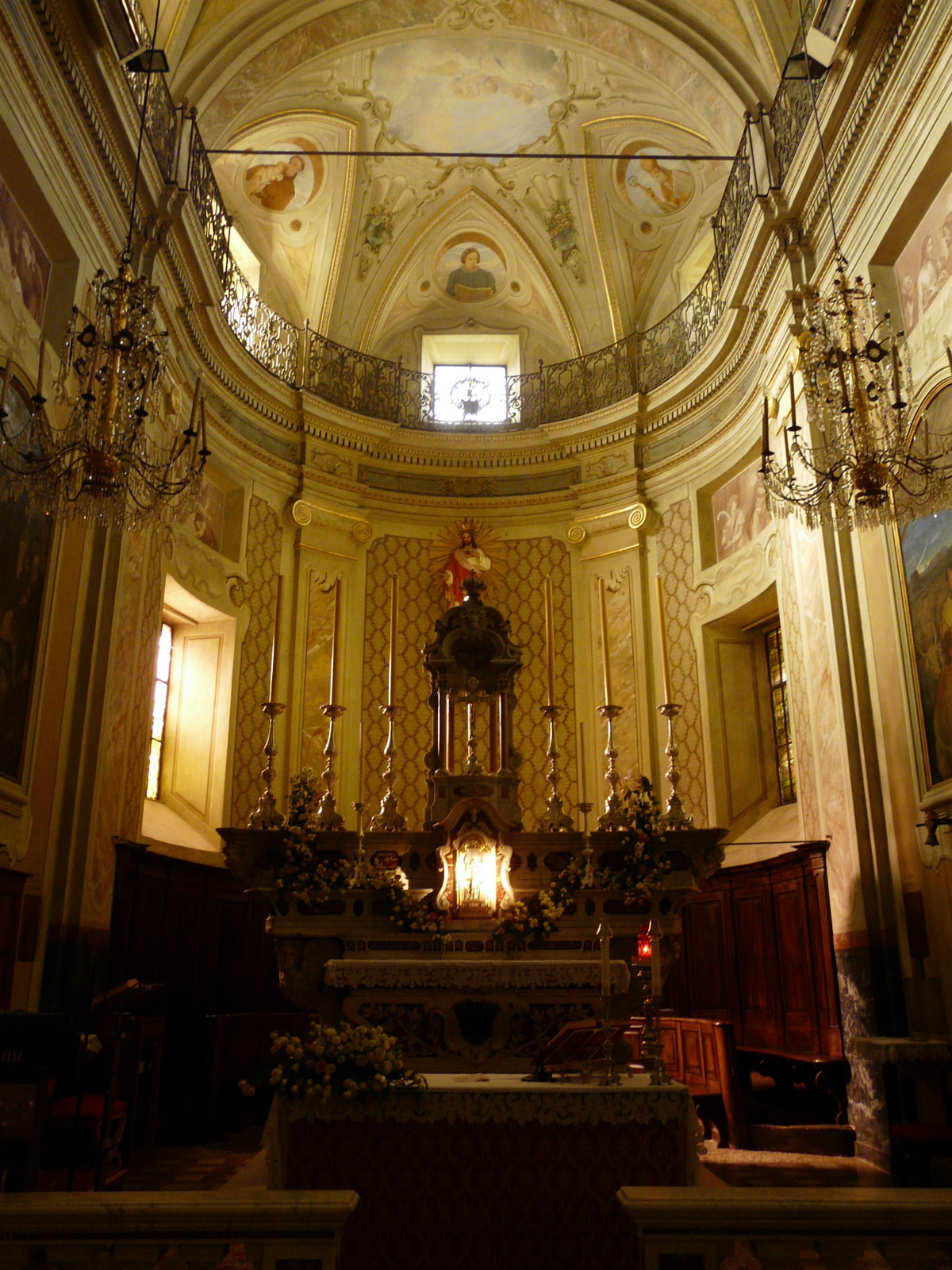
L'altare maggiore

Secondo le fonti storiche, un primitivo impianto fu edificato sui resti di un'antica abbazia nel XIII secolo.
La chiesa, dopo un incendio nel XVII secolo, fu completamente ricostruita nel 1691 ad opera di Urbano Fieschi, quest'ultimo conte della nobile famiglia Fieschi di Lavagna nonché marchese del feudo di Savignone. Sino al 1623 conservò il titolo di priorato.
Tra le opere pittoriche conservate vi è il dipinto del Cristo appare a santa Caterina da Genova del pittore Giovanni Battista Carlone. Nel secondo altare della navata destra è presente una statua lignea della Madonna Immacolata, del XVII secolo, attribuita alla scuola dello scultore genovese Anton Maria Maragliano.
Le affrescature e decorazioni interne sono state realizzate tra il 1933 e il 1934.